# Himalaya (film)

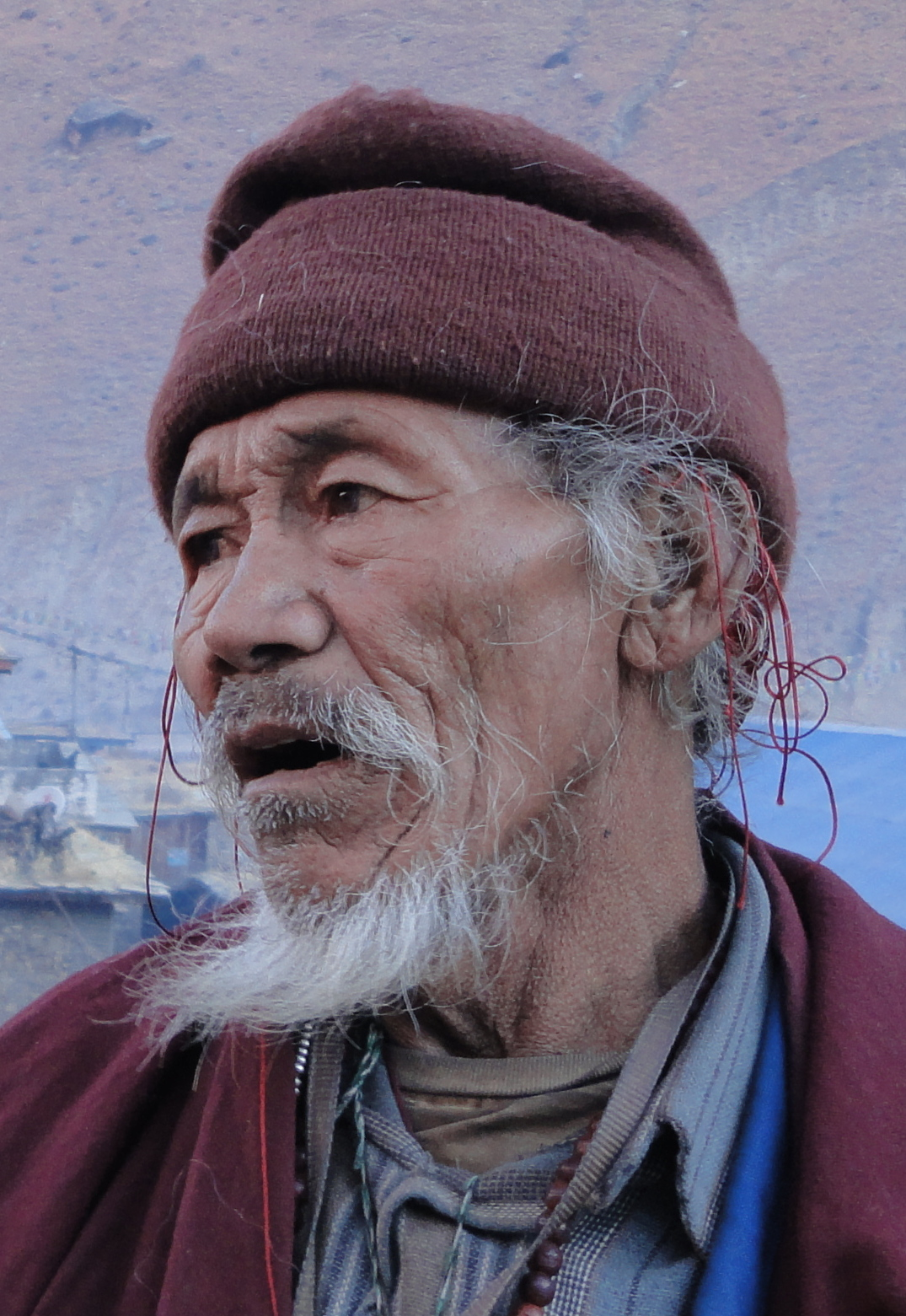

Himalaya (Nepalees: हिमालय) is een Nepalese film uit 1999, geregisseerd door Éric Valli. De film werd gesponsord door Franse bedrijven. Het was de eerste Nepalese film die werd genomineerd voor een Academy Award.

## Verhaal
De film speelt zich, zoals de titel al suggereert, af in de Himalaya, en draait om een oude stam van zoutnomaden die met jaks door de bergen trekt. Ze vervoeren zout vanuit de bergen naar het dal. Binnen de stam heerst een rivaliteit tussen de oudere stamleider genaamd Tinle en een rebelse herder genaamd Karma. Tinles zoon is omgekomen bij het vervoeren van een lading zout, en Tinle geeft Karma de schuld van het ongeluk. Derhalve weigert hij Karma zijn zegen te geven om de nieuwe stamleider te worden na Tinles dood.
De rivaliteit zorgt ervoor dat beiden hun eigen weg gaan en een eigen karavaan opzetten om een lading zout naar Nepal te brengen. Tinles groep bestaat uit de weduwe van zijn zoon, zijn kleinzoon en zijn tweede zoon (een monnik). De reis blijkt niet zonder gevaren, en de groepen zitten elkaar voortdurend op de hielen.

## Rolverdeling
| Acteur          | Personage       |
| --------------- | --------------- |
| Thilen Lhondup  | Tinle           |
| Gurgon Kyap     | Karma           |
| Lhakpa Tsamchoe | Pema            |
| Karma Wangel    | Passang         |
| Karma Tensing   | Norbou / Urgien |
| Labrang Tundup  | Labrang         |
| Jampa Kälsang   | Jampa           |
| Tsering Dorje   | Rabkie          |
| Rapke Gurung    | Tundup          |
| Pemba Bika      | Tensing         |

## Achtergrond
De film is een soort Tibetaanse western. De film werd in negen maanden tijd opgenomen op locatie in een regio die alleen te voet te bereiken is. Alle personages worden gespeeld door echte inwoners van de Himalaya. Regisseur Eric Valli woonde sinds 1983 in Nepal, en is naast regisseur ook fotograaf en auteur.
De film toont de gebruiken van de Dolpo in het Tibetaans Hoogland. In de film worden oude tradities en rituele uit de Tibetaanse cultuur getoond. Aan de hand van de Tibetaanse astrologie wordt bijvoorbeeld met behulp van oude berekeningen het tijdstip van vertrek vastgesteld.

## Prijzen en nominaties
| jaar | prijs                                | categorie                           | genomineerde(n)                   | uitslag     |
| ---- | ------------------------------------ | ----------------------------------- | --------------------------------- | ----------- |
| 1999 | Flanders International Film Festival | Audience Award                      | Bruno Coulais                     | gewonnen    |
| 1999 | Flanders International Film Festival | Grand Prix                          | Eric Valli                        | gewonnen    |
| 1999 | Flanders International Film Festival | Special Mention                     | Bruno Coulais                     | gewonnen    |
| 2000 | Academy Award                        | Beste film in een buitenlandse taal | -                                 | genomineerd |
| 2000 | Audience Award                       | -                                   | Eric Valli                        | gewonnen    |
| 2000 | César Award                          | Beste cinematografie                | Eric Guichard                     | gewonnen    |
| 2000 | César Award                          | Beste muziek voor een film          | Bruno Coulais                     | gewonnen    |
| 2000 | European Film Award                  | Beste cinematograaf                 | Eric Guichard, Jean-Paul Meurisse | genomineerd |
| 2000 | Vision Europa Award                  | -                                   | Eric Valli                        | gewonnen    |